# Ізотопи берилію
Берилій (Be) має 12 відомих ізотопів, але лише один із них (9Be) є стабільним і примордіальним нуклідом. Таким чином, берилій вважають моноізотопним елементом. Він також є мононуклідним елементом, оскільки всі інші його ізотопи мають настільки короткий період напіврозпаду, що жоден із них не є примордіальним і вони надзвичайно малопоширені. Берилій унікальний в тому сенсі, що це єдиний моноізотопний елемент, в ядрі якого парне число протонів і непарне число нейтронів. Всі інші 25 моноізотопних елементів мають непарні атомні номери і парне число нейтронів.
Серед 11 радіоізотопів берилію найстабільнішим є 10Be з періодом напіврозпаду 1,39 мільйона років, а також 7Be з періодом напіврозпаду 53,22 дня. Всі інші радіоізотопи мають період напіврозпаду менш як 13,85 секунди, більшість з них - 20 мілісекунд. Найменш стабільним ізотопом є 6Be з періодом напіврозпаду 5,03 × 10−21 секунди.
Природне для легких елементів рівне співвідношення протонів і нейтронів порушується через надзвичайну нестабільність 8Be перед альфа-розпадом, в напрямку якого йде реакція завдяки надзвичайно сильним зв'язкам всередині ядра 4He. Період напіврозпаду 8Be становить лише 6,7(17)× 10−17 секунди. 
Берилій не може мати стабільного ізотопа з 4 протонами і 6 нейтронами через дуже велике співвідношення між кількістю нейтронів і протонів як для такого легкого елемента. Втім, цей ізотоп, 10Be, має період напіврозпаду 1,39 мільйона років, що показує незвичну стабільність як для легкого нукліда з таким великим відношенням кількості нейтронів до протонів. У інших можливих ізотопів берилію цей показник становить навіть більшу величину, тож вони менш стабільні.

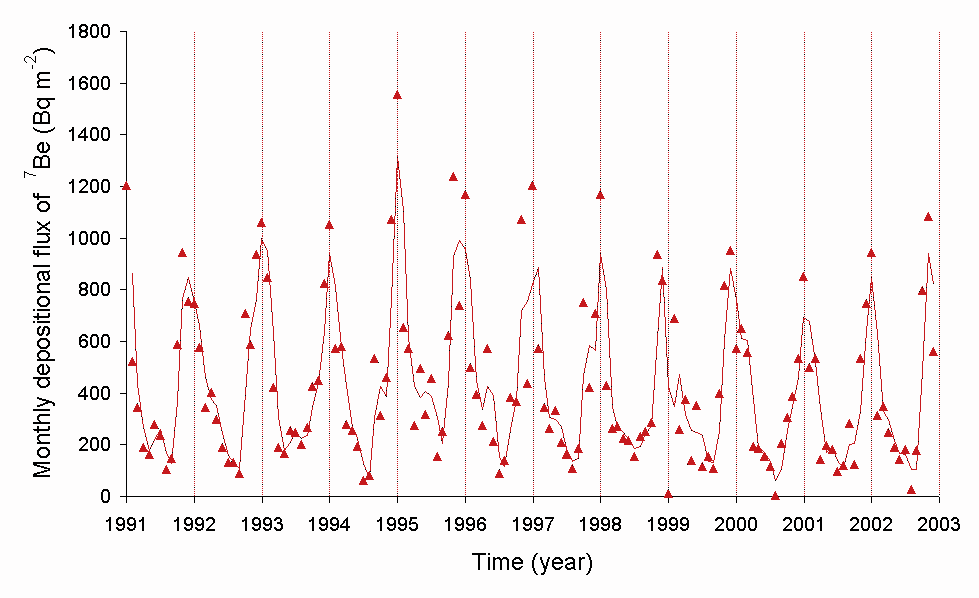
Швидкість випадіння з повітря у ґрунт в Японії (джерело M. Yamamoto et al., Journal of Environmental Radioactivity, 2006, 8, 110–131)

Вважають, що більшість 9Be у Всесвіті утворилась під дією космічних променів у проміжку між Великим вибухом і утворенням Сонячної системи. Ізотопи 7Be, з періодом напіврозпаду 53 дні, та 10Be обидва є космогенними нуклідами, оскільки вони утворились нещодавно в сонячній системі під дією космічних променів, подібно до 14C. Зміна у поширеності цих двох радіоізотопів обумовлена циклами сонячної активності, що впливає на магнітне поле, яке захищає Землю від космічних променів. Швидкість, з якою короткоживучий 7Be випадає з атмосфери в ґрунт, обумовлена частково погодою. Розпад 7Be на Сонці є одним з джерел сонячних нейтрино, і першим типом, зареєстрованим під час гоумстейкського експерименту. Наявність 7Be в осадах часто допомагає встановити, що їхній вік становить менш як 3–4 місяці, що дорівнює двом періодам напіврозпаду 7Be.

## Таблиця
| Символ ізотопа | Z(p) | N(n) | Маса ізотопа (u) | Період напіврозпаду                    | Типи розпаду  | Дочірні ізотопи | Спін і парність ядра | Поширеність ізотопа в природі (мольна частка) | Діапазон розподілу в природі (мольна частка) |
| -------------- | ---- | ---- | ---------------- | -------------------------------------- | ------------- | --------------- | -------------------- | --------------------------------------------- | -------------------------------------------- |
| 5Be            | 4    | 1    | 5.04079(429)#    |                                        | p             | 4Li             | (1/2+)#              |                                               |                                              |
| 6Be            | 4    | 2    | 6.019726(6)      | 5.0(3)×10−21 с [0.092(6) MeV]          | 2p            | 4He             | 0+                   |                                               |                                              |
| 7Be            | 4    | 3    | 7.01692983(11)   | 53.22(6) d                             | ЕЗ            | 7Li             | 3/2−                 | Сліди                                         |                                              |
| 8Be            | 4    | 4    | 8.00530510(4)    | 6.7(17)×10−17 с [6.8(17) еВ][джерело?] | α             | 4He             | 0+                   |                                               |                                              |
| 9Be            | 4    | 5    | 9.0121822(4)     | Стабільний                             | Стабільний    | Стабільний      | 3/2−                 | 1.0000                                        |                                              |
| 10Be           | 4    | 6    | 10.0135338(4)    | 1.39×106 року                          | β−            | 10B             | 0+                   | Сліди                                         |                                              |
| 11Be           | 4    | 7    | 11.021658(7)     | 13.81(8) s                             | β− (97.1%)    | 11B             | 1/2+                 |                                               |                                              |
| 11Be           | 4    | 7    | 11.021658(7)     | 13.81(8) s                             | β−, α (2.9%)  | 7Li             | 1/2+                 |                                               |                                              |
| 12Be           | 4    | 8    | 12.026921(16)    | 21.49(3) мс                            | β− (99.48%)   | 12B             | 0+                   |                                               |                                              |
| 12Be           | 4    | 8    | 12.026921(16)    | 21.49(3) мс                            | β−, n (0.52%) | 11B             | 0+                   |                                               |                                              |
| 13Be           | 4    | 9    | 13.03569(8)      | 2.7x10−21 с                            | n             | 12Be            | 1/2+                 |                                               |                                              |
| 14Be           | 4    | 10   | 14.04289(14)     | 4.84(10) мс                            | β−, n (81.0%) | 13B             | 0+                   |                                               |                                              |
| 14Be           | 4    | 10   | 14.04289(14)     | 4.84(10) мс                            | β− (14.0%)    | 14B             | 0+                   |                                               |                                              |
| 14Be           | 4    | 10   | 14.04289(14)     | 4.84(10) мс                            | β−, 2n (5.0%) | 12B             | 0+                   |                                               |                                              |
| 15Be           | 4    | 11   | 15.05346(54)#    | <200 нс                                |               |                 |                      |                                               |                                              |
| 16Be           | 4    | 12   | 16.06192(54)#    | <200 нс                                | 2n            | 14Be            | 0+                   |                                               |                                              |
| 17Be           | 4    | 13   |                  |                                        |               |                 |                      |                                               |                                              |

1. ↑  Скорочення:
ЕЗ: електронне захоплення
2. ↑  Жирним для стабільних ізотопів
3. ↑  Спіни зі слабким оцінковим обґрунтуванням взяті в дужки.
4. ↑  Утворився під час нуклеосинтезу Великого вибуху, але нині не є примордіальним, оскільки весь швидко розпався до 7Li
5. 1 2  космогенний
6. ↑  Проміжний продукт потрійної альфа-реакції під час зоряного нуклеосинтезу у процесі утворення 12C
7. ↑  Має 1 нейтрон гало
8. ↑  Має 4 нейтрони гало

### Нотатки
- Оцінки, позначені #, отримані не з чисто експериментальних даних, але частково з загальних тенденцій.

## Ланцюги розпаду
Більшість ізотопів берилію розпадаються в процесі бета-розпаду і/або комбінації бета розпаду й альфа-розпаду, або нейтронного розпаду. Однак, 7Be розпадається лише в процесі електронного захоплення, цьому процесові зазвичай приписують незвичайно довгий період напіврозпаду. Також незвичним є 8Be, який розпадається через альфа-розпад до 4He. Цей альфа-розпад часто вважають поділом, що могло б пояснити незвичайно короткий період напіврозпаду.
{\displaystyle \mathrm {{}_{4}^{5}Be} \ {\xrightarrow {\ \mathrm {Unknown} }}\ \mathrm {{}_{3}^{4}Li} +\mathrm {{}_{1}^{1}H} }
{\displaystyle \mathrm {{}_{4}^{6}Be} \ {\xrightarrow {\ \mathrm {5zs} }}\ \mathrm {{}_{2}^{4}He} +\mathrm {2{}_{1}^{1}H} }
{\displaystyle \mathrm {{}_{4}^{7}Be} +\mathrm {e{}_{}^{-}} \ {\xrightarrow {\ \mathrm {53.22d} }}\ \mathrm {{}_{3}^{7}Li} }
{\displaystyle \mathrm {{}_{4}^{8}Be} \ {\xrightarrow {\ \mathrm {67as} }}\ \mathrm {2{}_{2}^{4}He} }
{\displaystyle \mathrm {{}_{4}^{10}Be} \ {\xrightarrow {\ \mathrm {1.39Ma} }}\ \mathrm {{}_{5}^{10}B} +\mathrm {e{}_{}^{-}} }
{\displaystyle \mathrm {{}_{4}^{11}Be} \ {\xrightarrow {\ \mathrm {13.81s} }}\ \mathrm {{}_{5}^{11}B} +\mathrm {e{}_{}^{-}} }
{\displaystyle \mathrm {{}_{4}^{11}Be} \ {\xrightarrow {\ \mathrm {13.81s} }}\ \mathrm {{}_{3}^{7}Li} +\mathrm {{}_{2}^{4}He} +\mathrm {e{}_{}^{-}} }
{\displaystyle \mathrm {{}_{4}^{12}Be} \ {\xrightarrow {\ \mathrm {21.49ms} }}\ \mathrm {{}_{5}^{12}B} +\mathrm {e{}_{}^{-}} }
{\displaystyle \mathrm {{}_{4}^{12}Be} \ {\xrightarrow {\ \mathrm {21.49ms} }}\ \mathrm {{}_{5}^{11}B} +\mathrm {{}_{0}^{1}n} +\mathrm {e{}_{}^{-}} }
{\displaystyle \mathrm {{}_{4}^{13}Be} \ {\xrightarrow {\ \mathrm {2.7zs} }}\ \mathrm {{}_{4}^{12}Be} +\mathrm {{}_{0}^{1}n} }
{\displaystyle \mathrm {{}_{4}^{14}Be} \ {\xrightarrow {\ \mathrm {4.84ms} }}\ \mathrm {{}_{5}^{13}B} +\mathrm {{}_{0}^{1}n} +\mathrm {e{}_{}^{-}} }
{\displaystyle \mathrm {{}_{4}^{14}Be} \ {\xrightarrow {\ \mathrm {4.84ms} }}\ \mathrm {{}_{5}^{14}B} +\mathrm {e{}_{}^{-}} }
{\displaystyle \mathrm {{}_{4}^{14}Be} \ {\xrightarrow {\ \mathrm {4.84ms} }}\ \mathrm {{}_{5}^{12}B} +\mathrm {2{}_{0}^{1}n} +\mathrm {e{}_{}^{-}} }
{\displaystyle \mathrm {{}_{4}^{16}Be} \ {\xrightarrow {\ \mathrm {<200ns} }}\ \mathrm {{}_{4}^{14}Be} +\mathrm {2{}_{0}^{1}n} }